# Silke Heimes
Silke Heimes (* 25. Mai 1968 in Groß-Gerau) ist eine deutsche Autorin, Poesietherapeutin und Ärztin, die seit 2014 eine Professur für Journalismus an der Hochschule Darmstadt hat und sich mit kreativem Schreiben beschäftigt.

## Leben
Heimes studierte Medizin an der Johann Wolfgang Goethe-Universität in Frankfurt am Main und Germanistik an der TU Darmstadt und promovierte 1998 mit dem Titel Schreiben als Selbstheilung. Ein Versuch über zwei Werke von Peter Handke mittels endo-/exopoetischer Untersuchung.
Sie ist Autorin zahlreicher Jugendbücher, Romane, Erzählungen sowie Sachbücher zum Thema kreatives und therapeutisches Schreiben. Neben ihrer klinischen, ärztlichen Tätigkeit, unter anderem in der Psychiatrie, beschäftigt sie sich mit der Poesietherapie, die sie in Krankenhäusern einführte und zu der sie zahlreiche Bücher sowie Artikel veröffentlichte. Silke Heimes ist zudem Gründerin und Leiterin des „IKUTS – Institut für Kreatives und Therapeutisches Schreiben“ in Darmstadt. 
Als Professorin für Journalismus an der Hochschule Darmstadt beschäftigt sie sich maßgeblich mit narrativen Formaten in Literatur und Journalismus.

## Auszeichnungen
- 2011: 1. Preis Irseer Pegasus
- 2010: Auswahl zum Irseer Pegasus
- 2008: Auswahl zum Literaturpreis Schloss Wartholz
- 2000: Textwerk-Stipendium der Bertelsmannstiftung

## Publikationen
Belletristik
- Who's to blame. Jugendbuchthriller. Berlin, Ueberreuter 2024. ISBN 978-3-7641-7151-3.
- The truth behind your lies. #nofilter. Jugendbuchthriller. Berlin, Ueberreuter 2023. ISBN 978-3764171346.
- Satyr. Roman. Wiesenburg, Schweinfurt 2022. ISBN 978-3969210147.
- Wie Nietzsche wurde, wer er war. Romanbiographie. Wiesenburg, Schweinfurt 2013. ISBN 3943528901.
- Still ist es. In: D. Weller (Hrsg.): Almanach deutschsprachiger Schriftstellerärzte. Verlagsgesellschaft Weinmann, Fielderstadt 2013, ISBN 978-3-921262-63-4.
- Trudel räumt ihr Schlafzimmer. In: D. Weller (Hrsg.): Almanach deutschsprachiger Schriftstellerärzte. Verlagsgesellschaft Weinmann, Fielderstadt 2012, ISBN 978-3-921262-62-7.
- Zyklus der Zärtlichkeiten II, III, IX. In: Zeitgleich 2010: Art & Dialog. BBk Darmstadt e.V., Darmstadt 2010, ISBN 978-3-00-032145-0.
- moonwalk. Booklet. Englisch Special Edition, 2010.
- crossover. Gedichte (deutsch, englisch). Wiesenburg Verlag, Schweinfurt 2010, ISBN 978-3-942063-65-4.
- Der Antiquar. Roman. Wiesenburg Verlag, Schweinfurt 2010, ISBN 978-3-942063-37-1.
- Die Geigerin. Roman. Wiesenburg Verlag, Schweinfurt 2009, ISBN 978-3-940756-51-0.
- Der Fremde. Erzählband. Wiesenburg Verlag, Schweinfurt 2008, ISBN 978-3-939518-81-5.
- Irrlichter. Gedichte. Wiesenburg Verlag, Schweinfurt 2008, ISBN 978-3-940756-34-3.
- Nebel. Erzählung. In: Gegenwartsliteratur. Kral Verlag, Österreich 2008, ISBN 978-3-902447-34-0.
- Cryptomys damarensis. Erzählung. In: Trilogie. Verlag Vorwerk8, Berlin 2007.
- Der Fremde. Erzählung. In: Begegnungen2007. Edition Leselust, Plön 2007.
- Nebel. Erzählung. In: eXperimenta. Online-Literaturzeitschrift, Berlin 2007.
- Keine Bleibe für Schnee. Erzählband. Alkyon & BIK Verlag, Marbach 2006, ISBN 3-934136-60-5
- Zwei Gedichte. In: „L“ (Der Literaturbote). Heft 79/80, Frankfurt am Main 2005.
- Rosa in Ungarn. Erzählung. In: „L“ (Der Literaturbote). Heft 72, Frankfurt am Main 2003.
- Vier Gedichte. In: „L“ (Der Literaturbote). Heft 65, Frankfurt am Main 2002.
- Rosa in Ungarn. Erzählung. In: Ventile. Heft 9, Mainz 2001.
- Aus gutem Hause. Erzählung. In: Darmstädter Dokumente. no 11, 2001.
- Zwei Prosaminiaturen. In: „L“ (Der Literaturbote). Heft 60, Frankfurt am Main 2000.
- 1905. Erzählung. In: Der Literaturbote. Heft 56/57, Frankfurt am Main 1999/2000.

Fachbücher
- Therapeutisches Schreiben bei Krebserkrankungen. Hilfe zur Selbsthilfe, Kohlhammer, Stuttgart 2023. ISBN 978-3170423657.
- Therapeutisches Schreiben bei Depressionen. Hilfe zur Selbsthilfe, Kohlhammer, Stuttgart 2022. ISBN 978-3-17-042362-6.
- Ich schreibe mich schlank. Mit dem 12-Wochen-Programm zu Gesundheit und Ausgeglichenheit. DTV, München 2021. ISBN 978-3423282512.
- Ich schreibe mich gesund. Mit dem 12-Wochen-Programm zu Gesundheit und Ausgeglichenheit. DTV, München 2020. ISBN 3423282223.
- Wie schreibe ich spannend? Ideen für Autoren, Journalisten & Medienschaffende. Tectum, Baden-Baden 2018. ISBN 978-3828842519.

- Lesen macht gesund. Die Heilkraft der Bibliotherapie. Vandenhoeck & Ruprecht, Göttingen 2017. ISBN 9783525462768.
- Du ich wir. Kreatives Schreiben für die Liebe. Vandenhoeck & Ruprecht, Göttingen 2016. ISBN 9783525490129.
- Schreib dich gesund. Übungen für verschiedene Krankheitsbilder. Vandenhoeck & Ruprecht, Göttingen 2015. ISBN 978-3-525-40458-4.
- Schreiben als Selbstcoaching. Vandenhoeck & Ruprecht, Göttingen 2014. ISBN 3525404573.
- Praxisfelder des kreativen und therapeutischen Schreibens. Vandenhoeck & Ruprecht, Göttingen 2013. ISBN 978-3-525-40189-7.
- Gesundheits- und Krankheitslehre. Lehrbuch für die Gesundheits-, Kranken- und Altenpflege. 3. Auflage. Springer, Berlin 2013. ISBN 978-3642369834.
- Warum Schreiben hilft. Die Wirksamkeitsnachweise zur Poesietherapie. Vandenhoeck & Ruprecht, Göttingen 2012. ISBN 978-3525401613.
- Schreib es dir von der Seele. Kreatives Schreiben leicht gemacht. 2. Auflage. Vandenhoeck & Ruprecht, Göttingen 2011. ISBN 978-3525404300.
- Regenbogenbandwurmhüpfer. Kreatives Schreiben für Kinder und Jugendliche. Vandenhoeck & Ruprecht, Göttingen 2011. ISBN 3525402112.
- Schreiben im Studium: Das PiiP-Prinzip. utb, Stuttgart 2011. ISBN 978-3825234577.
- Künstlerische Therapien. utb, Stuttgart 2010. ISBN 978-3825233976.
- Kreatives und therapeutisches Schreiben. Ein Arbeitsbuch. Vandenhoeck & Ruprecht, Göttingen 2008. ISBN 978-3525404126.